# FlyOne
FlyOne es una aerolínea de bajo coste de propiedad privada con sede en Chisináu, Moldavia. FlyOne se lanzó en 2016 y se ha convertido en uno de los líderes de la industria de la aviación en Moldavia. Opera vuelos regulares y chárter desde su base en el Aeropuerto Internacional de Chisináu.

## Destinos
| Países                 | Destinos          | Aeropuertos                                             | Notas                                |
| ---------------------- | ----------------- | ------------------------------------------------------- | ------------------------------------ |
| Alemania               | Berlín            | Aeropuerto de Berlín-Brandeburgo Willy Brandt           |                                      |
| Alemania               | Bremen            | Aeropuerto de Bremen                                    |                                      |
| Alemania               | Düsseldorf        | Aeropuerto Internacional de Düsseldorf                  |                                      |
| Alemania               | Lautzenhausen     | Aeropuerto de Fráncfort-Hahn                            |                                      |
| Alemania               | Múnich            | Aeropuerto Internacional de Múnich-Franz Josef Strauss  |                                      |
| Alemania               | Stuttgart         | Aeropuerto de Stuttgart                                 |                                      |
| Armenia                | Ereván            | Aeropuerto Internacional de Zvartnots                   | HUB                                  |
| Bélgica                | Bruselas          | Aeropuerto de Bruselas                                  |                                      |
| Chipre                 | Lárnaca           | Aeropuerto Internacional de Lárnaca                     |                                      |
| Dinamarca              | Copenhague        | Aeropuerto de Copenhague-Kastrup                        |                                      |
| Egipto                 | Sharm el-Sheij    | Aeropuerto Internacional de Sharm el-Sheij              | Chárter estacional                   |
| Emiratos Árabes Unidos | Dubái             | Aeropuerto Internacional de Dubái                       |                                      |
| Emiratos Árabes Unidos | Jebel Ali         | Aeropuerto Internacional de Dubái-Al Maktoum            |                                      |
| España                 | Alicante          | Aeropuerto de Alicante-Elche                            |                                      |
| España                 | Barcelona         | Aeropuerto Josep Tarradellas Barcelona-El Prat          | Estacional                           |
| España                 | Madrid            | Aeropuerto Adolfo Suárez Madrid Barajas                 | Estacional                           |
| España                 | Palma de Mallorca | Aeropuerto de Palma de Mallorca                         | Estacional.                          |
| España                 | Valencia          | Aeropuerto de Valencia                                  | Estacional                           |
| Francia                | Lyon              | Aeropuerto de Lyon-Saint Exupéry                        |                                      |
| Francia                | Niza              | Aeropuerto Internacional de Niza-Costa Azul             | Estacional                           |
| Francia                | París             | Aeropuerto de París-Charles de Gaulle                   |                                      |
| Georgia                | Tiflis            | Aeropuerto Internacional de Tiflis                      |                                      |
| Grecia                 | Heraclión         | Aeropuerto Internacional de Heraclión Nikos Kazantzakis | Chárter estacional                   |
| Grecia                 | Salónica          | Aeropuerto Internacional Macedonia                      |                                      |
| Irlanda                | Dublín            | Aeropuerto de Dublín                                    |                                      |
| Israel                 | Tel Aviv          | Aeropuerto Internacional Ben Gurión                     |                                      |
| Italia                 | Milán             | Aeropuerto de Milán-Malpensa                            |                                      |
| Italia                 | Nápoles           | Aeropuerto de Nápoles-Capodichino                       |                                      |
| Italia                 | Parma             | Aeropuerto de Parma                                     |                                      |
| Italia                 | Roma              | Aeropuerto de Roma-Fiumicino                            |                                      |
| Italia                 | Turín             | Aeropuerto de Turín-Caselle                             |                                      |
| Italia                 | Verona            | Aeropuerto de Verona-Villafranca                        |                                      |
| Moldavia               | Chisináu          | Aeropuerto Internacional de Chisináu                    | HUB                                  |
| Montenegro             | Tivat             | Aeropuerto de Tivat                                     | Chárter estacional                   |
| Países Bajos           | Ámsterdam         | Aeropuerto de Ámsterdam-Schiphol                        |                                      |
| Portugal               | Lisboa            | Aeropuerto de Lisboa                                    |                                      |
| República Checa        | Praga             | Aeropuerto de Praga                                     |                                      |
| Turquía                | Antalya           | Aeropuerto de Antalya                                   | Chárter estacional                   |
| Turquía                | Bodrum            | Aeropuerto de Milas-Bodrum                              | Chárter estacional                   |
| Turquía                | Estambul          | Aeropuerto de Estambul                                  |                                      |
| Reino Unido            | Londres           | Aeropuerto de Londres-Luton                             |                                      |
| Reino Unido            | Londres           | Aeropuerto de Londres-Stansted                          |                                      |
| Reino Unido            | Mánchester        | Aeropuerto de Mánchester                                | Finaliza el 15 de septiembre de 2025 |
| Rumania                | Bucarest          | Aeropuerto Internacional de Bucarest-Henri Coandă       | Hub secundario                       |

## Flota
En la actualidad, FlyOne opera las siguientes aeronaves:
| Aeronaves       | En servicio | Pedidos | Pasajeros (clase única)                             | Matrículas                                          | Antigüedad                                          | Notas                                               |
| --------------- | ----------- | ------- | --------------------------------------------------- | --------------------------------------------------- | --------------------------------------------------- | --------------------------------------------------- |
| Airbus A320-200 | 4           | 1       | 180                                                 | ER-00010                                            | 13,8 años                                           |                                                     |
| Airbus A320-200 | 4           | 1       | 180                                                 | ER-00011                                            | 12,5 años                                           |                                                     |
| Airbus A320-200 | 4           | 1       | 180                                                 | ER-00004                                            | 12,4 años                                           |                                                     |
| Airbus A320-200 | 4           | 1       | 180                                                 | ER-00005                                            | 11,6 años                                           | Por incorporar a la flota.                          |
| Airbus A320-200 | 4           | 1       | 180                                                 | ER-00008                                            | 11,3 años                                           |                                                     |
| Airbus A321-200 | 2           | 1       | 220                                                 | ER-00009                                            | 11,2 años                                           |                                                     |
| Airbus A321-200 | 2           | 1       | 220                                                 | ER-00001                                            | 10,7 años                                           |                                                     |
| Airbus A321-200 | 2           | 1       | 220                                                 | ER-00003                                            | 9,5 años                                            | Por incorporar a la flota.                          |
| Total           | 6           | 2       | Edad media de la flota (agosto de 2025): 11,6 años. | Edad media de la flota (agosto de 2025): 11,6 años. | Edad media de la flota (agosto de 2025): 11,6 años. | Edad media de la flota (agosto de 2025): 11,6 años. |

| Aeronaves       | En servicio | Pedidos | Pasajeros (clase única)                             | Matrículas                                          | Antigüedad                                          | Notas                                               |
| --------------- | ----------- | ------- | --------------------------------------------------- | --------------------------------------------------- | --------------------------------------------------- | --------------------------------------------------- |
| Airbus A320-200 | 4           | —       | 180                                                 | EK-FOB                                              | 17,1 años                                           |                                                     |
| Airbus A320-200 | 4           | —       | 180                                                 | XU-727                                              | 15,7 años                                           | Arrendado a Sky Angkor Airlines                     |
| Airbus A320-200 | 4           | —       | 180                                                 | EK-FOC                                              | 14,4 años                                           |                                                     |
| Airbus A320-200 | 4           | —       | 180                                                 | ER-00007                                            | 14,2 años                                           |                                                     |
| Airbus A320neo  | 1           | —       | 180                                                 | XU-730                                              | 5,5 años                                            | Arrendado a Sky Angkor Airlines                     |
| Airbus A321-200 | 1           | —       | 220                                                 | EK-FOD                                              | 19,5 años                                           |                                                     |
| Total           | 6           | —       | Edad media de la flota (agosto de 2025): 14,4 años. | Edad media de la flota (agosto de 2025): 14,4 años. | Edad media de la flota (agosto de 2025): 14,4 años. | Edad media de la flota (agosto de 2025): 14,4 años. |

| Aeronaves       | En servicio | Pedidos | Pasajeros (clase única)                             | Matrículas                                          | Antigüedad                                          |
| --------------- | ----------- | ------- | --------------------------------------------------- | --------------------------------------------------- | --------------------------------------------------- |
| Airbus A320-200 | 1           | —       | 180                                                 | YR-FIA                                              | 17,2 años                                           |
| Airbus A321-200 | 2           | —       | 220                                                 | YR-FIC                                              | 11,5 años                                           |
| Airbus A321-200 | 2           | —       | 220                                                 | YR-FIB                                              | 11,1 años                                           |
| Total           | 3           | —       | Edad media de la flota (agosto de 2025): 13,3 años. | Edad media de la flota (agosto de 2025): 13,3 años. | Edad media de la flota (agosto de 2025): 13,3 años. |

### Flota histórica
| Aeronaves        | Total | Introducido | Retirado | Matrículas |
| ---------------- | ----- | ----------- | -------- | ---------- |
| Airbus A319      | 1     | 2024        | 2025     | ER-00002   |
| Boeing 737-800   | 1     | 2023        | 2024     | UR-PSF     |
| Boeing 737-900ER | 1     | 2023        | 2024     | 11,2 años  |